# Gyepükaján
Gyepükaján is een plaats (község) en gemeente in het Hongaarse comitaat Veszprém. Gyepükaján telt 359 inwoners (2001).